# June Foray
June Foray, nascida June Lucille Forer (Springfield, Massachusetts, 18 de setembro de 1917 — Los Angeles, Califórnia, 26 de julho de 2017) foi uma dubladora norte-americana que fez as vozes de Avozinha e Miss Prissy dos Looney Tunes, substituindo Bea Benaderet.
Nos anos 60, ela fez a voz do esquilo voador Rocket J. Squirrel na série Rocky & Bullwinkle.
Faleceu em 26 de julho de 2017, 2 meses antes de completar 100 anos.